# Irish Open 1964
Die Irish Open 1964 waren die 51. Austragung dieser internationalen Meisterschaften von Irland im Badminton. Sie fanden in Dublin statt.

## Titelträger
| Disziplin    | Sieger                      |
| ------------ | --------------------------- |
| Herreneinzel | Robert McCoig               |
| Dameneinzel  | Judy Hashman                |
| Herrendoppel | Robert McCoig Frank Shannon |
| Damendoppel  | Sue Peard Judy Hashman      |
| Mixed        | Robert McCoig Judy Hashman  |

## Finalresultate
| Disziplin    | Sieger                      | Finalist                          | Ergebnis    |
| ------------ | --------------------------- | --------------------------------- | ----------- |
| Herreneinzel | Robert McCoig               | Jim Sydie                         | 15–9, 15–5  |
| Dameneinzel  | Judy Hashman                | Mary O’Sullivan                   | 11–5, 11–1  |
| Herrendoppel | Robert McCoig Frank Shannon | Samuel Blair Kenneth Carlisle     | 15–3, 15–11 |
| Damendoppel  | Sue Peard Judy Hashman      | Lena McAleese Mary O’Sullivan     | 15–8, 15–7  |
| Mixed        | Robert McCoig Judy Hashman  | Mac Henderson Catherine Dunglison | 15–9, 15–8  |